# ゴシップ (2000年のアメリカ映画)
『ゴシップ』（Gossip）は2000年のアメリカ合衆国の映画。デイビス・グッゲンハイム監督作品。

## ストーリー
とある一流大学の美しいキャンパス。そこには優雅でゴージャスなキャンパスライフを満喫するデリック、キャシー、トラヴィスの三人の学生がいた。ジャーナリズムを学んでいた三人は、噂が流れるメカニズムを検証するという理由で意図的に噂を流して周囲の反応を伺う計画を立てる。結婚するまでセックスはしないと決めていると評判の高いナオミのお高く止まった性格に腹を立てていた三人は、彼女とその彼氏のボーをターゲットとし、二人がパーティ後セックスをしていたという噂を流した。次第に噂は「複数人を相手にしていた」などの尾ひれが付き、ついにナオミの耳に入ってしまう。
酒を飲んで気を失っていたナオミは、その間にボーにレイプされたと勘違いして警察に訴え、ボーは無実の罪で逮捕される事態へと発展してしまう。
キャシーは罪悪感にさいなまれ、警察に自首して真実を打ち明けるも時すでに遅く、強固な既成事実と化していたため、相手にされなかった。諦めずにナオミを訪ねるも、デリックの名前を聞いて怒り出したナオミに追い返されてしまう。

## キャスト
- ジェームズ・マースデン：デリック
- レナ・ヘディ：キャシー
- ノーマン・リーダス：トラヴィス
- ケイト・ハドソン：ナオミ
- ジョシュア・ジャクソン：ボー
- シャロン・ローレンス：ケリー
- マリサ・カフラン：シーラ
- エドワード・ジェイムズ・オルモス：カーティス

## スタッフ
- 監督：デイビス・グッゲンハイム
- 脚本：グレゴリー・ポイリアー　テレサ・レベック
- 音楽：グレーム・レヴェル
- 撮影：アンジェイ・バートコウィアク